# Persone di nome Marino
| Questa pagina contiene informazioni ricavate automaticamente dalle voci biografiche con l'ausilio del template Bio e di un bot. L'aggiornamento è periodico e automatico e ricostruisce completamente la pagina. Se manca una persona in questa lista, sei pregato di non aggiungerla, ma accertati piuttosto che la sua voce biografica contenga il template Bio e che i dati anagrafici siano correttamente compilati. Se il template Bio manca, inseriscilo tu stesso o, in alternativa, metti l'avviso {{tmp\|Bio}} che ne segnala la mancanza. Se i dati riportati sono sbagliati, correggi direttamente la voce biografica; le modifiche saranno visibili in questa lista entro pochi giorni. Per chiarimenti vedi il progetto antroponimi. La lista contiene solo le 176 persone che sono citate nell'enciclopedia e per le quali è stato implementato correttamente il template Bio. Pagina aggiornata al 22 lug 2025. |

Questa è una lista di persone presenti nell'enciclopedia che hanno il nome Marino, suddivise per attività principale.

## Abati(1)
- Marino, abate italiano (Cava de' Tirreni, † 1170)

## Allenatori di calcio(4)
- Marino D'Aloisio, allenatore di calcio e ex calciatore italiano (Lanciano, n. 1969)
- Marino Defendi, allenatore di calcio e ex calciatore italiano (Bergamo, n. 1985)
- Marino Perani, allenatore di calcio e calciatore italiano (Ponte Nossa, n. 1939 - Bologna, † 2017)
- Marino Pušić, allenatore di calcio e ex calciatore bosniaco (Mostar, n. 1971)

## Ammiragli(1)
- Marino Torre, ammiraglio italiano (Trapani, n. 1583 - Trapani, † 1633)

## Antropologi(1)
- Marino Niola, antropologo, giornalista e divulgatore scientifico italiano (Napoli, n. 1943)

## Arcivescovi(1)
- Marino di Bomarzo, arcivescovo italiano

## Arcivescovi cattolici(3)
- Marino Bizzi, arcivescovo cattolico italiano (Arbe, n. 1565 - Roma, † 1625)
- Marino De Paulis, arcivescovo cattolico italiano (Caivano - Miglionico, † 1471)
- Marino Marini, arcivescovo cattolico e diplomatico italiano (Ascoli Piceno, n. 1804 - Ascoli Piceno, † 1885)

## Artisti(3)
- Marino Auriti, artista italiano (Guardiagrele, n. 1891 - Kennett Square, † 1980)
- Marino Collecchia, artista e designer italiano (Fivizzano, n. 1933 - Massa, † 2015)
- Marino Marini, artista, scultore e pittore italiano (Pistoia, n. 1901 - Viareggio, † 1980)

## Astronomi(1)
- Marino Dusic, astronomo croato

## Attori(3)
- Marino Filippo Arrigoni, attore e regista italiano (Pistoia, n. 1955)
- Marino Cenna, attore italiano (Campi Salentina, n. 1951 - Boston, † 2003)
- Marino Masè, attore italiano (Trieste, n. 1939 - Roma, † 2022)

## Aviatori(1)
- Marino Marini, aviatore italiano (Castel Goffredo, n. 1911 - Padova, † 1959)

## Bibliografi(1)
- Marino Parenti, bibliografo, saggista e pittore italiano (Asola, n. 1900 - Firenze, † 1963)

## Bibliotecari(1)
- Marino Zorzi, bibliotecario italiano (Venezia, n. 1940)

## Bobbisti(1)
- Marino Zardini, bobbista italiano (Cortina d'Ampezzo, n. 1927 - Cortina d'Ampezzo, † 2010)

## Calciatori(22)
- Marino Arzamendia, calciatore paraguaiano (San Ignacio, n. 1998)
- Marino Bergamasco, calciatore e allenatore di calcio italiano (Trieste, n. 1925 - Milano, † 2010)
- Marino Biliškov, ex calciatore croato (Spalato, n. 1976)
- Marino Bon, calciatore italiano (Trieste, n. 1910 - L'Aquila, † 1997)
- Marino Cavazzuti, calciatore italiano (Modena, n. 1911 - Modena, † 1993)
- Marino Chiovatti, calciatore italiano (Vicenza)
- Marino Di Fonte, calciatore italiano (Bari, n. 1921)
- Mario Evaristo, calciatore argentino (Buenos Aires, n. 1908 - Quilmes, † 1993)
- Marino Favati, calciatore italiano (Pisa, n. 1899)
- Marino Furlani, calciatore italiano (Gorizia, n. 1904 - Verona, † 1975)
- Marino Hinestroza, calciatore colombiano (Cali, n. 2002)
- Marino Klinger, calciatore colombiano (n. 1936 - † 1975)
- Marino Lemešić, ex calciatore jugoslavo (Sebenico, n. 1949)
- Marino Lombardo, calciatore e allenatore di calcio italiano (Trieste, n. 1950 - Trieste, † 2021)
- Marino Magrin, ex calciatore italiano (Borso del Grappa, n. 1959)
- Marino da Silva, ex calciatore brasiliano (São Manuel, n. 1986)
- Marino Nicolich, calciatore italiano (Monfalcone, n. 1910)
- Marino Palese, ex calciatore italiano (Cavazzo Carnico, n. 1958)
- Marino Puccini, calciatore italiano (Santa Croce sull'Arno, n. 1915 - Fucecchio, † 2000)
- Marino Rahmberg, ex calciatore svedese (Örebro, n. 1974)
- Marino Renner, calciatore italiano (Trieste, n. 1914 - Trieste, † 1996)
- Marino Rossetti, calciatore italiano (Monfalcone, n. 1942 - Vicenza, † 2018)

## Cantanti(1)
- Marino Marini, cantante, pianista e compositore italiano (Seggiano, n. 1924 - Milano, † 1997)

## Cantastorie(1)
- Marino Piazza, cantastorie italiano (Bazzano, n. 1909 - Bologna, † 1993)

## Cardinali(5)
- Marino Ascanio Caracciolo, cardinale e vescovo cattolico italiano (Napoli, n. 1468 - Milano, † 1538)
- Marino Carafa di Belvedere, cardinale italiano (Napoli, n. 1764 - Napoli, † 1830)
- Marino Grimani, cardinale e patriarca cattolico italiano (Venezia - Orvieto, † 1546)
- Marino del Giudice, cardinale e arcivescovo cattolico italiano (Amalfi - Genova, † 1386)
- Marino Vulcano, cardinale italiano (Alife - Assisi, † 1394)

## Cestisti(3)
- Marino Baždarić, ex cestista croato (Fiume, n. 1978)
- Marino Zanatta, ex cestista e dirigente sportivo italiano (Milano, n. 1947)
- Marino Šarlija, cestista croato (Zagabria, n. 1989)

## Chitarristi(1)
- Marino de Rosas, chitarrista italiano (Olbia, n. 1946)

## Ciclisti su strada(6)
- Marino Alonso, ex ciclista su strada spagnolo (Zamora, n. 1965)
- Marino Amadori, ex ciclista su strada e dirigente sportivo italiano (Predappio, n. 1957)
- Marino Basso, ex ciclista su strada italiano (Caldogno, n. 1945)
- Marino Fontana, ciclista su strada e dirigente sportivo italiano (Caldogno, n. 1936 - Caldogno, † 2013)
- Marino Polini, ex ciclista su strada italiano (Dalmine, n. 1959)
- Marino Vigna, ex ciclista su strada, pistard e dirigente sportivo italiano (Milano, n. 1938)

## Condottieri(1)
- Marino da Norcia, condottiero e politico italiano (Norcia - † 1450)

## Dirigenti sportivi(2)
- Marino Leidi, dirigente sportivo e calciatore italiano (Bergamo, n. 1899)
- Marino Lejarreta, dirigente sportivo e ex ciclista su strada spagnolo (Berriz, n. 1957)

## Dogi(3)
- Marino Faliero, doge italiano (n. 1274 - Venezia, † 1355)
- Marino Grimani, doge (Venezia, n. 1532 - Venezia, † 1605)
- Marino Morosini, doge (Venezia, † 1253)

## Drammaturghi(1)
- Marino Darsa, commediografo, poeta e drammaturgo dalmata (Ragusa di Dalmazia, n. 1508 - Venezia, † 1567)

## Enigmisti(1)
- Marino Dinucci, enigmista italiano (Pisa, n. 1902 - Pisa, † 1981)

## Fantini(1)
- Marino Lupi, fantino italiano (Acquapendente, n. 1928 - Acquapendente, † 1974)

## Filosofi(2)
- Marino Gentile, filosofo e pedagogista italiano (Trieste, n. 1906 - Padova, † 1991)
- Marino di Neapoli, filosofo e matematico greco antico (Neapoli di Samaria)

## Fotografi(1)
- Marino Parisotto, fotografo italiano (Sudbury, n. 1962 - Milano, † 2022)

## Funzionari(2)
- Marino Correale, funzionario e politico italiano
- Marino, funzionario bizantino (Apamea)

## Geografi(1)
- Marino di Tiro, geografo e cartografo greco antico (Tiro)

## Giocatori di baseball(1)
- Marino Pieretti, giocatore di baseball italiano (Lucca, n. 1920 - San Francisco, † 1981)

## Giornalisti(4)
- Marino Bartoletti, giornalista, conduttore televisivo e autore televisivo italiano (Forlì, n. 1949)
- Marino Bisso, giornalista italiano (Genova, n. 1966)
- Marino Pascoli, giornalista e partigiano italiano (Ammonite di Ravenna, n. 1923 - Ravenna, † 1948)
- Marino Sinibaldi, giornalista, critico letterario e conduttore radiofonico italiano (Roma, n. 1954)

## Giuristi(4)
- Marino Angeli, giurista italiano (Rovigo)
- Marino Bon Valsassina, giurista italiano (Treviso, n. 1921 - Perugia, † 1991)
- Marino Freccia, giurista, storico e nobile italiano (Ravello, n. 1503 - Napoli, † 1566)
- Marino da Caramanico, giurista italiano (Caramanico Terme)

## Hockeisti su pista(1)
- Marino Severgnini, ex hockeista su pista, allenatore di hockey su pista e dirigente sportivo italiano (Lodi, n. 1950)

## Imprenditori(3)
- Marino Boldrin, imprenditore e dirigente sportivo italiano (Legnaro, n. 1915 - Padova, † 2000)
- Marino Golinelli, imprenditore, filantropo e collezionista d'arte italiano (San Felice sul Panaro, n. 1920 - Bologna, † 2022)
- Marino Puggina, imprenditore e dirigente sportivo italiano (Bovolenta, n. 1920 - Padova, † 2020)

## Insegnanti(1)
- Marino Raicich, insegnante e politico italiano (Fiume, n. 1925 - Roma, † 1996)

## Judoka(1)
- Marino Cattedra, ex judoka italiano (Bitritto, n. 1965)

## Letterati(2)
- Marino Becichemo, letterato e oratore albanese (Scutari, n. 1468 - Padova, † 1526)
- Marino Lazzari, letterato italiano (Alatri, n. 1883 - Nettuno, † 1975)

## Liutai(1)
- Marino Capicchioni, liutaio sammarinese (Santa Mustiola, n. 1895 - Rimini, † 1977)

## Magistrati(1)
- Marino Vernier, magistrato italiano (Vienna, n. 1917 - Belluno, † 2001)

## Matematici(1)
- Marino Ghetaldi, matematico e scienziato dalmata (Ragusa di Dalmazia, n. 1568 - ivi, † 1626)

## Medici(2)
- Marino Bargagna, medico italiano (Collesalvetti, n. 1927 - Livorno, † 2001)
- Marino Ortolani, medico italiano (Altedo, n. 1904 - † 1983)

## Mercanti(1)
- Marino Contarini, mercante e politico italiano (Venezia, n. 1385 - Venezia, † 1441)

## Militari(5)
- Marino Di Resta, militare italiano (Sessa Aurunca, n. 1962 - Pescara, † 1996)
- Marino Fabbri, militare italiano (Orbetello, n. 1896 - Bir Tagrift, † 1928)
- Marino Fasan, militare italiano (Cherso, n. 1906 - Mar Ionio, † 1943)
- Marino di Cesarea, militare e santo romano (Cesarea marittima, † 262)
- Marino Masi, militare e aviatore italiano (Imola, n. 1911 - Spagna, † 1939)

## Modelle(1)
- Marino Miyata, modella giapponese (Tokyo, n. 1991)

## Monaci cristiani(1)
- Marino di Bodon, monaco cristiano e abate francese (Orléans - Sisteron, † 555)

## Musicologi(1)
- Marino Anesa, musicologo e etnografo italiano (Vertova, n. 1948 - Milano, † 2014)

## Nobili(5)
- Marino Carafa, nobile
- Marino Dandolo, nobile italiano
- Marino Marzano, nobile italiano (Sessa Aurunca, n. 1420 - Napoli, † 1494)
- Marino Morosini, nobiluomo italiano († 1301)
- Marino Torlonia, nobile e imprenditore italiano (Roma, n. 1795 - Roma, † 1865)

## Papi(2)
- Papa Marino I, papa, vescovo e cardinale italiano (Gallese - Roma, † 884)
- Papa Marino II, papa e cardinale italiano (Roma - Roma, † 946)

## Partigiani(1)
- Marino Dalmonte, partigiano italiano (Imola, n. 1923 - Imola, † 1944)

## Patrioti(3)
- Marino Ballini, patriota e politico italiano (Brescia, n. 1827 - Brescia, † 1902)
- Marino Froncini, patriota, politico e educatore italiano (Fano, n. 1821 - Buenos Aires, † 1895)
- Marino Turchi, patriota, scienziato e filantropo italiano (Gessopalena, n. 1808 - Napoli, † 1890)

## Piloti automobilistici(1)
- Marino Satō, pilota automobilistico giapponese (Tokyo, n. 1999)

## Pistard(1)
- Marino Morettini, pistard italiano (Vertova, n. 1931 - Milano, † 1990)

## Pittori(1)
- Marino Ronchi, pittore, illustratore e critico d'arte italiano (Milano, n. 1921 - Melegnano, † 2015)

## Poeti(2)
- Marino Ceccoli, poeta italiano (Perugia)
- Marino Moretti, poeta, romanziere e drammaturgo italiano (Cesenatico, n. 1885 - Cesenatico, † 1979)

## Politici(17)
- Marino Badoer, politico italiano († 1291)
- Marino Baldini, politico croato (Parenzo, n. 1963)
- Marino Bollini, politico sammarinese (San Marino, n. 1933 - San Marino, † 2020)
- Marino Busdachin, politico e attivista italiano (Umago, n. 1956 - Trieste, † 2023)
- Marino Calvaresi, politico e partigiano italiano (Ascoli Piceno, n. 1924 - Ascoli Piceno, † 2009)
- Marino Carboni, politico e sindacalista italiano (Castel d'Aiano, n. 1933 - Roma, † 1979)
- Marino Corder, politico italiano (Ponte di Piave, n. 1929 - Treviso, † 1988)
- Marino Cortese, politico italiano (Venezia, n. 1938 - Venezia, † 2020)
- Marino Fiasella, politico e architetto italiano (Bolano, n. 1957)
- Marino Magnani, politico e partigiano italiano (Cinigiano, n. 1893 - † 1964)
- Marino Mastrangeli, politico italiano (Lecco, n. 1971)
- Marino Quaresimin, politico e sindacalista italiano (Vicenza, n. 1937 - Vicenza, † 2020)
- Marino Riccardi, politico sammarinese (Serravalle, n. 1958)
- Marino Venturini, politico sammarinese (Città di San Marino, n. 1944 - Città di San Marino, † 2019)
- Marino Zanotti, politico sammarinese (n. 1952)
- Marino Zorzato, politico italiano (Cittadella, n. 1956)
- Marino Zorzi, politico e diplomatico italiano (Venezia - Venezia, † 1312)

## Presbiteri(2)
- Marino Guarano, presbitero e giurista italiano (Melito di Napoli, n. 1731 - † 1802)
- Marino Marini, presbitero e archivista italiano (Santarcangelo di Romagna, n. 1783 - Roma, † 1855)

## Principi(2)
- Marino Francesco I Caracciolo, VII principe di Avellino, principe italiano (Avellino, n. 1714 - Avellino, † 1781)
- Marino III Caracciolo, V principe di Avellino, principe, militare e diplomatico italiano (Resina, n. 1668 - Vienna, † 1720)

## Psichiatri(1)
- Marino Benvenuti, psichiatra italiano (Città di San Marino, n. 1901 - Arezzo, † 1986)

## Pugili(1)
- Marino Facchin, pugile italiano (Bagnolo di Po, n. 1913 - Genova, † 1979)

## Registi(2)
- Marino Girolami, regista, sceneggiatore e produttore cinematografico italiano (Roma, n. 1914 - Roma, † 1994)
- Marino Guarnieri, regista, animatore e illustratore italiano (Napoli, n. 1975)

## Religiosi(1)
- Marino Caprucci, religioso, politico e scrittore italiano (L'Aquila - Roma, † 1626)

## Saggisti(1)
- Marino Bigaroni, saggista italiano (Izzalini, n. 1919 - Santa Maria degli Angeli, † 2016)

## Santi(1)
- San Marino, santo dalmata (Loparo, n. 275 - Città di San Marino, † 366)

## Sceneggiatori(1)
- Marino Onorati, sceneggiatore italiano

## Sciatori alpini(1)
- Marino Cardelli, ex sciatore alpino sammarinese (Borgo Maggiore, n. 1987)

## Scrittori(3)
- Marino Barlezio, scrittore e religioso albanese (Scutari, n. 1450 - Roma, † 1513)
- Marino Fattori, scrittore e politico sammarinese (Cailungo, n. 1832 - Città di San Marino, † 1896)
- Marino Magliani, scrittore e traduttore italiano (Dolcedo, n. 1960)

## Scultori(3)
- Marino Groppelli, scultore e architetto italiano (Venezia, n. 1662 - Venezia, † 1728)
- Marino Tigani, scultore e pittore italiano (Polistena, n. 1902 - Roma, † 1941)
- Marino di Marco Cedrino, scultore e architetto italiano

## Sociologi(1)
- Marino Livolsi, sociologo italiano (Milano, n. 1937)

## Storici(2)
- Marino Berengo, storico italiano (Venezia, n. 1928 - Venezia, † 2000)
- Marin Sanudo il Giovane, storico e politico italiano (Venezia, n. 1466 - Venezia, † 1536)

## Storici della letteratura(1)
- Marino Biondi, storico della letteratura, critico letterario e italianista italiano (Cesena, n. 1948)

## Teologi(1)
- Marino di Fregeno, teologo e vescovo cattolico italiano (Parma - Roma, † 1482)

## Triatleti(1)
- Marino Vanhoenacker, triatleta belga (Ostenda, n. 1976)

## Vescovi(1)
- Marino di Sutri, vescovo italiano

## Vescovi cattolici(4)
- Marino Bozzatini, vescovo cattolico italiano (Piove di Sacco, n. 1690 - Buie, † 1754)
- Marino de Tocco, vescovo cattolico italiano († 1438)
- Marino Giovanni Zorzi, vescovo cattolico italiano (Venezia, n. 1634 - Brescia, † 1678)
- Marino Zorzi, vescovo cattolico italiano (Venezia - Brescia, † 1631)

## Viaggiatori(1)
- Marino Curnis, viaggiatore italiano (Bergamo, n. 1973)

## Senza attività specificata(5)
- Marino Sebaste di Amalfi, duca
- Marino I di Gaeta, bizantino
- Marino II di Gaeta, duca bizantino († 984)
- Marino I di Napoli, duca italiano (Napoli - † 928)
- Marino II di Napoli, duca italiano (Napoli - † 992)